# Californiconus
Californiconus és un gènere de cargols de mar, mol·luscs gasteròpodes marins.
Els experts de WoRMS situen aquest grup d'espècies a la família Conidae, els cargols cònids, però alguns altres experts van situar anteriorment el gènere en una família proposada, els Conilithidae. Aquest és un gènere monotípic.
L'ús d'aquest gènere en el nom binomial d'aquesta espècie va ser, fins al 2015, tractat pels experts de WoRMS com una «representació alternativa» de l'espècie (quan no es va utilitzar la «representació alternativa», aquesta espècie encara es col·locava en el gènere linneà Conus).
El 2015 Puillandre et al. va situar Conus californicus com l'únic membre del seu propi gènere com Californiconus californicus. Aquesta espècie sempre s'ha considerat una espècie amb característiques úniques dins dels Conidae, perquè presenta característiques moleculars (incloent-hi toxicològiques) i morfològiques divergents. La seva alimentació generalista inclou peixos, altres mol·luscs i cucs, al contrari del que passa en altres espècies de cargols con, que tenen dietes més especialitzades.

## Trets distintius
La taxonomia de Tucker & Tenorio distingeix Californiconus de Conus de les següents maneres:
- Gènere Conus sensu stricto Linnaeus, 1758

Característiques de la closca (espècies vives i fòssils)
La forma bàsica de la closca és de cònica a cònica allargada, té una osca anal profunda a l'espatlla, un periòstrac llis i un petit opercle. L'espatlla de la closca sol ser nodulosa i la protoclosca sol ser multiespiral. Les marques sovint inclouen la presència de tendes, excepte les variants de color negre o blanc, amb l'absència de línies en espiral de tendes minúscules i barres tèxtils.

Dent radular (no coneguda per a espècies fòssils)
La ràdula té una secció anterior allargada amb serradures i una gran cúspide final exposada, una cintura no òbvia, la fulla és petita o absent i té una barbeta curta, i no té un esperó basal.
Distribució geogràfica
Aquestes espècies es troben a la regió de l'Indo-Pacífic.
Hàbits d'alimentació
Aquestes espècies mengen altres gasteròpodes, inclosos els cargols cònids.
- Gènere Californiconus Tucker & Tenorio, 2009

Característiques de la closca (espècies vives i fòssils)
La protoclosca és multiespiral, la closca és de perfil erecta, curta, gruixuda i arrodonida. La closca es pot esculpir amb línies espirals, però pot ser relativament llisa. L'osca anterior és lleu o absent, i l'osca anal és poc profunda. El periòstrac és llis i l'opercle és gran.
Dent radular (no coneguda per a espècies fòssils)
La dent radular és única perquè no té esperó basal, i la ràdula té cinc barbes: tres a la part inferior de la dent i dues a la part superior, amb una situada a prop de la fulla, i l'altra prop de l'eix. Un plec de l'eix es troba just darrere de la cintura. La dent radular no té un procés accessori.
Distribució geogràfica
Hi ha una espècie en aquest gènere, i només es troba a la regió del Pacífic oriental.
Hàbits d'alimentació
Aquests cònids són generalistes. Són: mol·luscívors (depreden gasteròpodes i bivalves); vermívors (depreden cucs marins poliquets); i piscívors (també presa dels peixos).

## Llista d'espècies
Aquesta llista d'espècies es basa en la informació de la llista del Registre Mundial d'Espècies Marines (WoRMS). Les espècies del gènere Californiconus inclou només:
- Californiconus californicus Reeve, 1844

## Importància de la«representació alternativa»
Abans del 2009, totes les espècies de cònids es van situar dins de la família Conidae i es van col·locar en un gènere, Conus. El 2009, però, J.K. Tucker i M.J. Tenorio van proposar un sistema de classificació per a les més de 600 espècies reconegudes que hi havia a la família. La seva classificació proposava 3 famílies diferents i 82 gèneres per a les espècies vives de cargols con, inclosa la família Conilithidae. Aquesta classificació es va basar en la morfologia de la cloïssa, les diferències radulars, l'anatomia, la fisiologia, la cladística, amb comparacions amb estudis moleculars (ADN). Els infromes publicats de gèneres dins dels Conidae (o Conilithidae) que inclouen el gènere Californiconus inclouen J.K. Tucker i M.J. Tenorio (2009), i Bouchet et al. (2011).
Christopher Meyer i Alan Kohn van començar les proves per intentar entendre la filogènia molecular dels cònids, i continuen, especialment amb l'arribada de les proves d'ADNn a més de les proves d'ADNm.
Tanmateix, l'any 2011, alguns experts encara prefereixen utilitzar la classificació tradicional, on totes les espècies es col·loquen a Conus dins de la família única dels Conidae: per exemple, segons la versió de 2011 del Registre Mundial d'Espècies Marines (WoRMS), totes les espècies de la família dels cònids es troben dins del gènere Conus. Els noms binomials d'espècies dels 82 gèneres de cargols con que figuren a Tucker & Tenorio 2009 estan reconeguts pel Registre Mundial d'Espècies Marines com a «representacions alternatives». El debat dins de la comunitat científica sobre aquest tema continua i s'estan duent a terme estudis addicionals de filogènia molecular per intentar aclarir la qüestió.
Aquesta representació alternativa de Californiconus californicus ja no és necessària, ja que el 2015 es va col·locar en el seu propi gènere.